# Ʊ̌
Cette page contient des caractères spéciaux ou non latins. S’ils s’affichent mal (▯, ?, etc.), consultez la page d’aide Unicode.
Ʊ̌ (minuscule : ʊ̌), appelé upsilon caron, est une lettre additionnelle qui est utilisée pour écrire certaines langues africaines comme le tafi. Elle est composée d’un upsilon latin ‹ Ʊ ʊ › diacrité d’un caron.

## Représentations informatiques
Cette lettre possède les représentations Unicode suivantes,, :
| formes    | représentations | chaînes de caractères | points de code | descriptions                                      |
| --------- | --------------- | --------------------- | -------------- | ------------------------------------------------- |
| capitale  | Ʊ̌               | Ʊ◌̌                    | U+01B1 U+030C  | lettre majuscule latine upsilon diacritique caron |
| minuscule | ʊ̌               | ʊ◌̌                    | U+028A U+030C  | lettre minuscule latine upsilon diacritique caron |